# Becky Storrie
Becky Storrie, née le 27 septembre 1998 à Ballasalla, est une coureuse cycliste britannique, spécialisée dans le cyclisme sur route.

## Biographie
Becky Storrie est originaire de l'île de Man, et pratique d'abord le triathlon, jusqu'en 2019 où on lui diagnostique une fatigue chonique. Elle se spécialise alors uniquement sur le cyclisme.
Au début de la saison 2021 elle est invitée à participer à la compétition de cyclisme virtuel Zwift Racing League, auprès de l'équipe Movistar. Au mois d'avril, elle signe auprès de l'équipe sur route anglaise CAMS Basso. 
Pour la saison 2023, elle signe avec l'équipe Worl Team dsm-firmenich. Elle fait partie de la sélection disputant le Tour d'Italie qu'elle termine à la 51e place.
Lors de la saison 2024 elle est conviée à disputer son premier Tour de France Femmes.

## Palmarès sur route

### Résultats sur les grands tours

#### Tour d'Italie
3 participations :
- 2023 : 51e
- 2024 : abandon (4e équipe)
- 2025 : 90e

#### Tour de France
1 participation :
- 2024 : abandon (7e équipe)

### Classements mondiaux
| Année                                 | 2022 | 2023 | 2024 |
| ------------------------------------- | ---- | ---- | ---- |
| Classement UCI                        | 400e | 579e | 737e |
| UCI World Tour                        | 153e | 194e | 213e |
|                                       |      |      |      |
| Légende : nc = non classéSource : UCI |      |      |      |